# Laura (chanson de David Raksin)
Laura est une chanson composée en 1944 par David Raksin pour le film Laura du cinéaste américain Otto Preminger. Avec les paroles ajoutées l'année suivante par Johnny Mercer, elle est devenue un standard de jazz.

## À propos de la chanson

### Dans le film

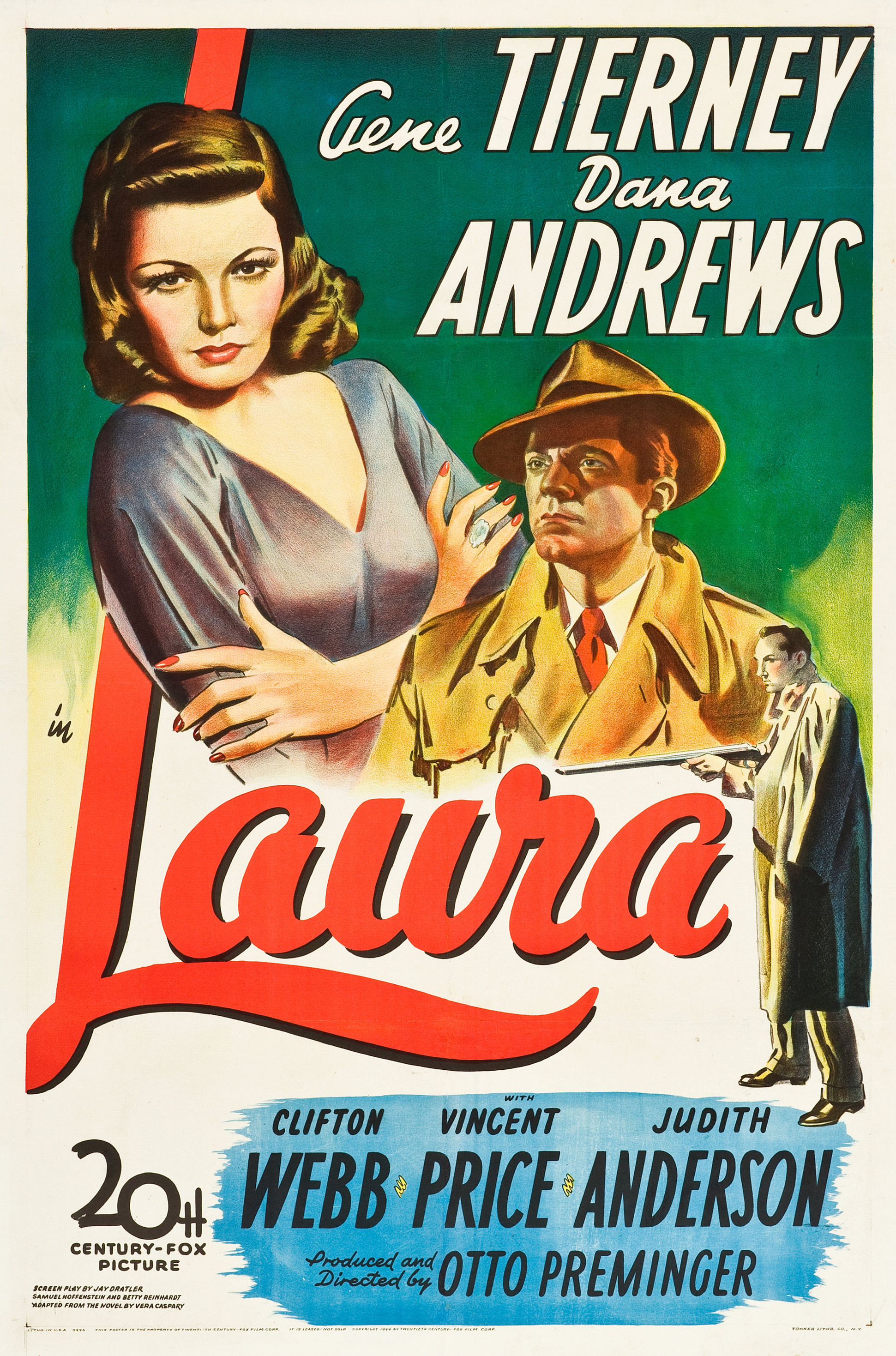
L'affiche du film.

Pour son film Laura, Otto Preminger veut utiliser Sophisticated Lady de Duke Ellington, mais le compositeur David Raksin pense que le thème n'est pas adapté. Preminger lui donne alors un week-end pour composer une autre mélodie. Alors qu'il n'a toujours rien écrit, le compositeur reçoit le dimanche une lettre de rupture de sa femme. Il écrit alors la mélodie immédiatement et sans effort.
Le film, sorti le 11 octobre 1944 est un succès, et est considéré comme un classique du film noir. Tout du long, Raksin applique à son thème des variations. À un moment du film, l'inspecteur met un disque sur un phonographe qui laisse entendre le thème, décrit par un autre personnage comme « l'un des préférés de Laura, pas vraiment du classique, mais joli ».
C'est l’œuvre la plus connue de Raksin. Devenu président la Guide des compositeurs et paroliers américains (1962-1970), Raksin chante Laura avec un final en portugais lors d'une tournée de compositeurs au Brésil.

### Postérité
Devant le succès du thème, l'éditeur Abe Olman de Robbins Music demande à Johnny Mercer d'écrire des paroles sur la mélodie. Ce dernier confesse que, bien qu'ayant vu le film, il ne se souvient pas particulièrement du thème. Les paroles se doivent de coller à la mélodie, mais également au personnage du film, jouant sur l'aura de mystère du film, traitant les choses de manière allusive. Après quelques semaines, Mercer termine les paroles de la chanson, simplement appelée Laura sur le conseil d'Olman,.
En 1945, l'année de publication des paroles, cinq versions différentes entrent dans les charts, la version de l'orchestre de Woody Herman dépassant le million d'exemplaires vendus et restant 14 semaines dans les charts,. En 1951, la version de Stan Kenton et son orchestre avec Art Pepper se hisse à la 12e place du hit parade.

## À propos de la musique
Le langage harmonique élaboré porte la marque de l'influence de la musique impressionniste, et le morceau évolue entre plusieurs tonalités. La plupart des modulations jouent sur des II-V-I, utilisant les notes communes entre les différentes tonalités. 
Dans les douze premières mesures on trouve trois tonalités, chacune étant un ton en dessous de la précédente. Ce procédé transforme une tonique majeure en II mineur d'un II-V-I, selon un procédé également utilisé dans How High the Moon (montré ci-dessous dans la tonalité d'origine) :
```
  II   V    I    I  => II   V     I    I 
| Gm | C7 | F  | F  || Fm | Bb7 | Eb | Eb | 
```

Dans les mesures suivantes (13-16), une nouvelle modulation utilisant des notes communes permet de passer de la tonalité de Ré à Fa : un Ré (fondamentale de l'accord de Ré) devient la quinte diminuée d'un accord de Gm7, permettant un II-V-I en Fa.
Le morceau répète alors les premières mesures. Mesures 25-26, une nouvelle modulation nous amène à Si, tonalité qui conclut le morceau.

## Quelques enregistrements notables

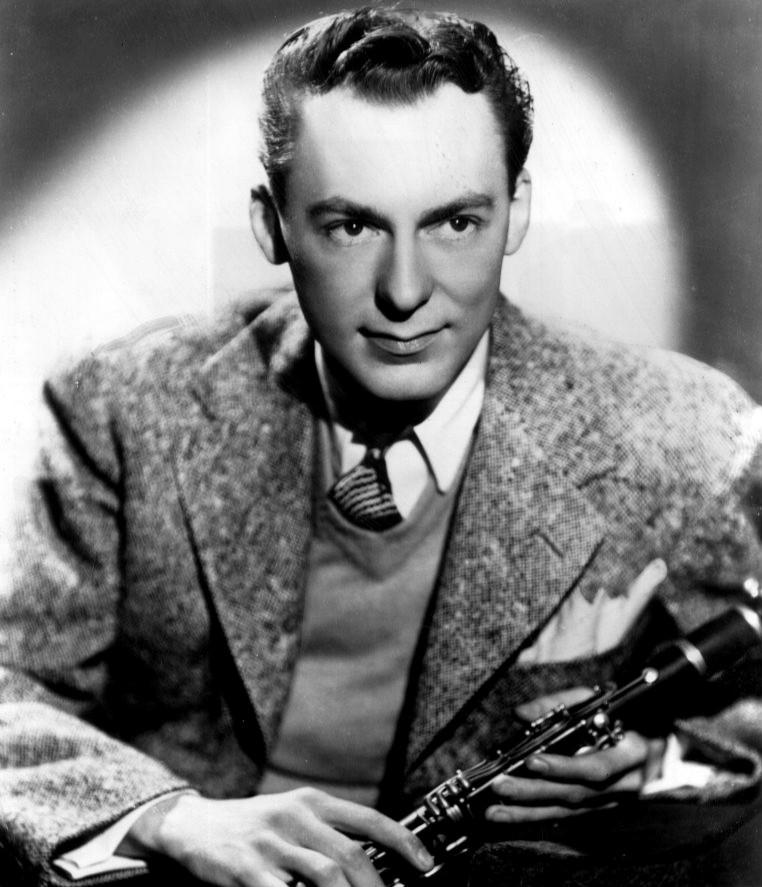
La version de Woody Herman connaît un succès important.

Il existe plusieurs centaines de versions de Laura,,,. Parmi les plus connues, on peut citer celle de Woody Herman et son orchestre (1945), vendue à plus d'un million d’exemplaires, ; celle d'Erroll Garner en piano trio (1945) ; celle de Clifford Brown (Clifford Brown with Strings, 1955) ; ou encore celle de Julie London avec Barney Kessel (Julie Is Her Name, 1955).
Les saxophonistes semblent particulièrement apprécier le morceau, à commencer par Don Byas en 1945,. Sidney Bechet l'enregistre en 1947 et Charlie Parker en 1950 sur son célèbre album Charlie Parker with Strings (en) (1950),.

### Versions vocales
- Frank Sinatra, Frankly Sentimental, 1949
- Tony Bennett, To My Wonderful One, 1960
- Jean Sablon, adaptation en français par Jacques Larue, 1961
- Danielle Darrieux, adaptation en français par Jacques Larue, 1961
- Jeanne Lee et Ran Blake, The Newest Sound Around, 1962
- Ella Fitzgerald, Sings the Johnny Mercer Song Book, 1964
- Kevin Mahogany, Portrait of Kevin Mahogany, 1997
- Patricia Barber, A Fortnight in France, 2004
- Mina, L'allieva, 2005
- Robert Wyatt/Gilad Atzmon/Ros Stephen, For The Ghosts Within, 2010
- Seth MacFarlane, Music Is Better Than Words, 2011

### Versions instrumentales
- Alfred Newman, première version pour le film, 1944[8]
- Dave Brubeck trio, 1949
- Nat King Cole, Penthouse Serenade, 1952
- Jutta Hipp, New Faces - New Sounds from Germany, 1954
- Cal Tjader, The Cal Tjader Quintet, 1956
- Oscar Peterson, Nostalgic Memories, 1956
- Marian McPartland, Lookin for a Boy, 1957
- Barney Kessel, Music To Listen To Barney Kessel By Contemporary, 1957
- Charles Mingus trio, 1957
- Oscar Pettiford, The Oscar Pettiford Orchestra in Hi-Fi, Volume Two, 1958
- J. J. Johnson quintet, J. J. in Person!, 1958
- Sonny Stitt, A Little Bit of Stitt, 1959
- George Shearing, White Satin, 1960
- Lionel Hampton, Soft Vibes, Soaring Strings, 1961
- Teddy Edwards Quartet, Good Gravy!, 1961
- Ray Bryant, Hollywood Jazz Beat, 1962
- André Previn, In Hollywood, 1963
- Count Basie, Hollywood… Basie's Way, 1967
- Michel Legrand, Twenty Songs of the Century, 1974
- Chet Baker sextet, The Incredible Chet Baker Plays and Sings, 1977
- Joe Pass, I Remember Charlie Parker, 1979
- Monty Alexander, Look Up, 1983
- Joe Lovano, Tenor Legacy, 1994
- Phil Woods, Just Friends, 1994
- Ellis & Branford Marsalis, Loved Ones, 1996
- Paul Bley, Jazz 'n (E)Motion, 1998
- Ran Blake, Sonic Temples, 2001
- Biréli Lagrène, Gipsy Project & Friends, 2002
- Sylvain Luc, Standards, 2009
- Manu Codjia/Géraldine Laurent/Christophe Marguet, Looking for Parker, 2013
- Tigran Hamasyan, Standart, 2022